# Kamanje
 Kamanje   falu és község Horvátországban, Károlyváros megyében. Közigazgatásilag  Mali Vrh Kamanjski, Veliki Vrh Kamanjski, Brlog Ozaljski, Preseka Ozaljska, Orljakovo és Reštovo települések tartoznak hozzá.

## Fekvése
Károlyvárostól 21 km-re északnyugatra, a Kulpa jobb partján, a szlovén határ mellett fekszik.

## Története
A területéhez tartozó Vrlovka-barlangban végzett ásatások igazolták, hogy ezen a vidéken már a neolitikum óta folyamatosan élnek emberek. Kamanje története során az ozalyi uradalom része volt, külön településként való első írásos említése is az uradalom urbáriumában történt a 16. században. Urai a Frangepánok, majd 1550-től a Zrínyiek voltak. Ezután több birtokosa is volt. A századok során a dombok között szétszórtan elhelyezkedő falvak közül fokozatosan Kamanje lett a vidék domináns települése. Plébániáját 1789-ben alapították, mai plébániatemplomát 1889-ben építették. A 19. század végén és a 20. században a szegénység és a kilátástalanság miatt számos lakosa vándorolt ki távoli országokba. Az első világháború  előtt épült meg a Károlyváros-Metlika vasútvonal, mely itt halad keresztül.
A településnek 1857-ben 132, 1910-ben 166 lakosa volt. Trianon előtt Zágráb vármegye Károlyvárosi járásához tartozott. 2003-ban önálló községközpont lett. 2011-ben a falunak 374, a községnek összesen 903 lakosa volt.

## Lakosság
| Lakosság változása | Lakosság változása | Lakosság változása | Lakosság változása | Lakosság változása | Lakosság változása | Lakosság változása | Lakosság változása | Lakosság változása | Lakosság változása | Lakosság változása | Lakosság változása | Lakosság változása | Lakosság változása | Lakosság változása | Lakosság változása |
| ------------------ | ------------------ | ------------------ | ------------------ | ------------------ | ------------------ | ------------------ | ------------------ | ------------------ | ------------------ | ------------------ | ------------------ | ------------------ | ------------------ | ------------------ | ------------------ |
| 1857               | 1869               | 1880               | 1890               | 1900               | 1910               | 1921               | 1931               | 1948               | 1953               | 1961               | 1971               | 1981               | 1991               | 2001               | 2011               |
| 132                | 140                | 160                | 204                | 163                | 166                | 197                | 221                | 240                | 230                | 233                | 295                | 365                | 450                | 423                | 374                |

## Nevezetességei
- A település fő természeti látványossága a mintegy 380 mézer hosszúságú Vrlovka-barlang, mely a denevérek és számos más barlangi állatfaj lakóhelye. Számos cseppkődíszén kívül néhány kisebb tó is ékesíti. 1928-óta látogatható, amikor egy tájékozató füzetet is kiadtak róla. Mára a villanyvilágítást is bevezették és a barlangon kiépített turistaút vezet végig. Az Orljakovo felé eső részen még egy kisebb barlang is található, melyet a monda szerint egykor benne élt remetéről Stanko barlangjának neveztek el.
- Mária Neve tiszteletére szentelt plébániatemploma 1889-ben épült neoromán-neogótikus stílusban. Az egyhajós, sokszögzáródású szentéllyel épített templom a falu közepén levő magaslaton áll. Harangtornya a homlokzat felett magasodik. A belül csehboltozatos épületet 1895-ben festették ki. Főoltárán Szűz Mária koronás szobra áll karján a kis Jézussal. Kamanje már több mint kétszáz éve Mária neve napján zarándoklatok színhelye, ahova Károlyváros tágabb környékéről és Szlovéniából is elzarándokolnak a hívek.